# Francisco Dosamantes
Francisco Dosamantes  (* 4. Oktober 1911 in Mexiko-Stadt; † 18. Juli 1986 in Mexiko-Stadt) war ein mexikanischer Künstler.
Nach einem Kunststudium an der Academia de San Carlos wurde er 1928 Mitglied der Künstlergruppe „30-30“. Später war er Mitglied der Liga de Escritores y Artistas Revolucionarios (LEAR). 1937 gründete er zusammen mit Ángel Bracho, Alberto Beltrán, Leopoldo Méndez, Raúl Anguiano und anderen Künstlern die Taller de Gráfica Popular (Werkstatt der Volksgraphiker, TGP). 1945 übernahm er die Leitung der Künstlerwerkstatt Joaquín Clausell in Dosamantes. Im Jahre 1947 erfolgte sein Austritt aus der Taller de Gráfica Popular, und in New York fand eine Ausstellung seiner Werke statt. 1948 war er an der Gründung der Sociedad para el Impulso de las Artes Plásticas (Gesellschaft für Impulse der plastischen Kunst) und 1952 an der Gründung der Frente Nacional de Artes Plásticas (nationale Front der plastischen Künste, FNAP) beteiligt. Von 1964 bis 1967 war er wieder in der Taller de Gráfica Popular.